# Émile Cornic
Émile Albert Yvon Cornic (Sucy-en-Brie, 1894. december 23. – Brest, 1964. augusztus 20.) olimpiai ezüstérmes francia párbajtőrvívó.